# Acanthosoma
Acanthosoma là một chi động vật thuộc họ Acanthosomatidae, được tìm thấy ở Châu Âu, Châu Á và Châu Đại Dương. Có hơn 20 loài được mô tả trong chi Acanthosoma.

## Loài
Chi Acanthosoma có các loài sau:
- Acanthosoma alaticorne Walker, 1868
- Acanthosoma crassicaudum Jakovlev, 1880
- Acanthosoma denticaudum Jakovlev, 1880
- Acanthosoma fallax
- Acanthosoma firmatum (Walker, 1868)
- Acanthosoma forfex
- Acanthosoma forficula Jakovlev, 1880
- Acanthosoma haemorrhoidale (Linnaeus, 1758) (Hawthorn Shieldbug)
- Acanthosoma hampsoni (Distant, 1900)
- Acanthosoma labiduroides Jakovlev, 1880
- Acanthosoma murreanum (Distant, 1900)
- Acanthosoma nigricorne Walker, 1868
- Acanthosoma nigrodorsum
- Acanthosoma rufescens Dallas, 1851
- Acanthosoma rufispinum (Distant, 1887)
- Acanthosoma sichuanense (Liu, 1980)
- Acanthosoma spinicolle Jakovlev, 1880
- Acanthosoma tauriforme (Distant, 1887)
- † Acanthosoma debile Förster, 1891
- † Acanthosoma joursacensis Piton, 1933
- † Acanthosoma livida Heer, 1853
- † Acanthosoma maculata Heer, 1853
- † Acanthosoma morloti Heer, 1853